# Billboardlistans förstaplaceringar 1966
Detta är en lista över 1966 års förstaplaceringar på Billboard Hot 100. 

## Listhistorik
| Datum        | Låt                                | Artist                      |
| 1 januari    | "The Sound of Silence"             | Simon & Garfunkel           |
| 8 januari    | "We Can Work It Out"               | The Beatles                 |
| 15 januari   | "We Can Work It Out"               | The Beatles                 |
| 22 januari   | "The Sound of Silence"             | Simon & Garfunkel           |
| 29 januari   | "We Can Work It Out"               | The Beatles                 |
| 5 februari   | "My Love"                          | Petula Clark                |
| 12 februari  | "My Love"                          | Petula Clark                |
| 19 februari  | "Lightnin' Strikes"                | Lou Christie                |
| 26 februari  | "These Boots Are Made for Walkin'" | Nancy Sinatra               |
| 5 mars       | "Ballad of the Green Berets"       | SSgt Barry Sadler           |
| 12 mars      | "Ballad of the Green Berets"       | SSgt Barry Sadler           |
| 19 mars      | "Ballad of the Green Berets"       | SSgt Barry Sadler           |
| 26 mars      | "Ballad of the Green Berets"       | SSgt Barry Sadler           |
| 2 april      | "Ballad of the Green Berets"       | SSgt Barry Sadler           |
| 9 april      | "(You're My) Soul and Inspiration" | The Righteous Brothers      |
| 16 april     | "(You're My) Soul and Inspiration" | The Righteous Brothers      |
| 23 april     | "(You're My) Soul and Inspiration" | The Righteous Brothers      |
| 30 april     | "Good Lovin'"                      | The Young Rascals           |
| 7 maj        | "Monday, Monday"                   | The Mamas & the Papas       |
| 14 maj       | "Monday, Monday"                   | The Mamas & the Papas       |
| 21 maj       | "Monday, Monday"                   | The Mamas & the Papas       |
| 28 maj       | "When a Man Loves a Woman"         | Percy Sledge                |
| 4 juni       | "When a Man Loves a Woman"         | Percy Sledge                |
| 11 juni      | "Paint It, Black"                  | The Rolling Stones          |
| 18 juni      | "Paint It, Black"                  | The Rolling Stones          |
| 25 juni      | "Paperback Writer"                 | The Beatles                 |
| 2 juli       | "Strangers in the Night"           | Frank Sinatra               |
| 9 juli       | "Paperback Writer"                 | The Beatles                 |
| 16 juli      | "Hanky Panky"                      | Tommy James & the Shondells |
| 23 juli      | "Hanky Panky"                      | Tommy James & the Shondells |
| 30 juli      | "Wild Thing"                       | The Troggs                  |
| 6 augusti    | "Wild Thing"                       | The Troggs                  |
| 13 augusti   | "Summer in the City"               | The Lovin' Spoonful         |
| 20 augusti   | "Summer in the City"               | The Lovin' Spoonful         |
| 27 augusti   | "Summer in the City"               | The Lovin' Spoonful         |
| 3 september  | "Sunshine Superman"                | Donovan                     |
| 10 september | "You Can't Hurry Love"             | The Supremes                |
| 17 september | "You Can't Hurry Love"             | The Supremes                |
| 24 september | "Cherish"                          | The Association             |
| 1 oktober    | "Cherish"                          | The Association             |
| 8 oktober    | "Cherish"                          | The Association             |
| 15 oktober   | "Reach Out I'll Be There"          | The Four Tops               |
| 22 oktober   | "Reach Out I'll Be There"          | The Four Tops               |
| 29 oktober   | "96 Tears"                         | ? & the Mysterians          |
| 5 november   | "Last Train to Clarksville"        | The Monkees                 |
| 12 november  | "Poor Side of Town"                | Johnny Rivers               |
| 19 november  | "You Keep Me Hangin' On"           | The Supremes                |
| 26 november  | "You Keep Me Hangin' On"           | The Supremes                |
| 3 december   | "Winchester Cathedral"             | The New Vaudeville Band     |
| 10 december  | "Good Vibrations"                  | The Beach Boys              |
| 17 december  | "Winchester Cathedral"             | The New Vaudeville Band     |
| 24 december  | "Winchester Cathedral"             | The New Vaudeville Band     |
| 31 december  | "I'm a Believer"                   | The Monkees                 |